# Pomeranz-Fritsch-isochinolinesynthese
De Pomeranz-Fritsch-isochinolinesynthese is een organische reactie, genoemd naar C. Pomeranz en P. Fritsch, die ze in 1893 ontdekten. Tijdens de reactie reageren benzaldehyde en aminoacetoaldehyde-di-ethylacetaal in een zuur milieu tot isochinoline. Dit is tegenwoordig de meest conventionele manier om isochinoline te synthetiseren.

## Reactiemechanisme
In een eerste stap wordt het benzalaminoacetaal 1 gevormd door condensatie van benzaldehyde en een 2,2-dialkoxyethylamine. Nadien wordt een van beide alkoxygroepen geprotoneerd, waarbij een alcohol wordt vrijgesteld. Een intramoleculaire aanval van het fenylsysteem op de ontstane geactiveerde carbonylgroep levert bicyclisch intermediair 2, dat een alcohol-eliminatie ondergaat om uiteindelijk het aromatische bicyclische isochinoline te vormen.